# 85-86
85-86 è una raccolta del gruppo hardcore punk Dag Nasty pubblicata nel 1991 dalla Selfless Records e contenente vario materiale inedito e molto raro, prodotto dal gruppo negli anni '85 e '86.

## Tracce
1. Another Wrong
2. Circles
3. Can I Say
4. I've Heard
5. Never Go Back
6. Justification
7. Trying (live)
8. Moni-Q (live)
9. Fall
10. Trying
11. All Ages Show
12. Safe
13. Mule
14. My Dog is a Cat
15. Another Wrong II

## Formazione
- Shawn Brown - voce (brani 1 - 8)
- Dave Smalley - voce (brano 15)
- Peter Cortner - voce (brani 9 - 14)
- Brian Baker - chitarra, voce secondaria
- Roger Marbury - basso, voce secondaria
- Colin Sears - batteria, voce secondaria